# Festes-et-Saint-André

Festes-et-Saint-André este o comună în departamentul Aude din sudul Franței. În 1 ianuarie 2022 avea o populație de 187 de locuitori.